# Ideocaira transversa
Ideocaira transversa är en spindelart som beskrevs av Simon 1903. Ideocaira transversa ingår i släktet Ideocaira och familjen hjulspindlar. Inga underarter finns listade i Catalogue of Life.